# Canaceoides setosus
Canaceoides setosus är en tvåvingeart som beskrevs av Wirth 1969. Canaceoides setosus ingår i släktet Canaceoides och familjen Canacidae. Inga underarter finns listade i Catalogue of Life.